# 達爾西姆
達爾西姆（台湾又译作）是日本電子遊戲廠商卡普空發行的格鬥遊戲系列《快打旋風》中登場的角色，首次登場是在1991年的《快打旋風II －世界勇士－》。他在遊戲裡的形象是一名皮膚黝黑的印度僧侶，有著能伸長四肢來打擊位在遠距離的對手、從口中噴發出炙熱火焰、以交疊盤坐模樣漂浮在半空等特殊能力。

## 作品描寫

### 原作遊戲
達爾西姆是一名住在印度，性格溫和、寡言的僧侶。因為所住的村落環境貧困，有許多孩子們面臨到飢餓、傳染病的問題。雖然達爾西姆厭惡做出傷害他人的舉止，但為了取得資金來解決村落的生計問題，便想藉由鍛練肉體來在格鬥賽上獲勝取得賞金。在每日反覆的瑜伽修行之下，達爾西姆練出可將手足伸長做出遠距離拳腳攻擊，並且能向火神阿耆尼借取力量，讓口中噴出炙熱的火焰對付敵手。達爾西姆便藉由所修練出的技能，邁向他的格鬥之路。
在外觀上達爾西姆的身材消瘦、皮膚黝黑，並且有在脖子上掛著人類頭骨飾樣的項鍊為其特色。在《快打旋風V》後，有讓年紀已較年長的達爾西姆頭上包著纏頭巾、蓄著白鬍的造型。
家庭方面有位名叫莎麗的妻子及一位叫達塔的兒子，
哥達魯則是一頭達爾西姆飼養的寵物象。與其他《快打旋風》角色關係部份，達爾西姆是隆尊敬的長者，另外一名住在亞馬遜的神祕隱士歐羅則是達爾西姆感興趣的對象，想與對方切磋在修行方面的心得。

### 影視作品
在1994年推出的《快打旋風》真人英語電影版裡，達爾西姆是由出生於印度的影星羅珊·塞斯飾演。真人電影版的達爾西姆是一位聰明、愛好和平的科學家，但被邪惡的拜森將軍（M·Bison，《快打旋風II》頭目角色貝卡在歐美遊戲界採用的名稱）抓去，強迫達爾西姆對人類進行肉體改造，以培養出具有強大攻擊力的戰士。在蓋爾一行人攻入拜森的基地，將對方擊倒並要把基地給炸毀時，塔爾錫為了贖罪，選擇留下來與基地一同毀滅。
達爾西姆也有在《快打旋風》數部動畫版裡登場，如1995年的電視動畫《快打旋風II V》中，達爾西姆是一位能夠感應未來、具有強大力量的僧侶，他在劇情裡有協助隆領悟出氣彈攻擊招式「波動拳」。

### 跨界作品
卡普空與漫威合作的《X戰警VS快打旋風》、《漫威超級英雄對快打旋風》，或是與SNK的《卡普空對SNK》等跨界對戰遊戲，都有讓達爾西姆在其中登場。
在這些作品中，也有著達爾西姆親切招待遠從宇宙而來的漫威反派欰魔-葛拉斯，這樣的特別劇情描寫。

## 角色設計
在《快打旋風II －世界勇士－》的初期開發期間，達爾西姆是直接被取名為「印度」，之後改自一位活躍於印度、巴基斯坦的格鬥家「達爾西瑪」名字。
達爾西姆能將手腳伸長攻擊的設定，是參考自漫畫《JoJo的奇妙冒險》裡的「彈簧拳」，一個藉由關節瞬間分離來讓手臂延伸的攻擊招式。另外達爾西姆能從口中噴出火焰、用盤坐方式做出瞬間移動的這些特殊能力，是出自日本人普遍認為印度是個神祕國度的印象。

## 反應

### 評價
- 在《快打旋風II》的造型，攝於2010年加州的FanimeCon（英语：FanimeCon）。
- 在《快打旋風V》的造型，攝於2016年紐約漫畫展。

達爾西姆以他奇特的能力與造型，獲得電子遊戲媒體的注意。如遊戲評論網站IGN認為達爾西姆應是最常被剛接觸《快打旋風II》玩家選擇的角色，因為他可以隔著一半畫面的距離就能夠打中對手，畢竟沒道理不挑一個外表光頭、白瞳、一臉厭食模樣、又能夠噴火與漂浮在半空這樣古怪的角色來試試。2010年歐洲地方的《快打旋風IV》競賽冠軍瑞安·哈特（Ryan Hart）將達爾西姆列為他個人認為最好的《快打旋風》角色之一，表示達爾西姆能夠自由伸長四肢的特色，改變了大眾對格鬥遊戲人物的印象。
由美國喜劇作家山姆·敏斯撰寫的諷刺書籍《種族主義的實用指南》（A Practical Guide to Racism）裡頭，提到達爾西姆是對於南亞人的「非暴力、神祕」等刻板印象衆多例子之一，不過是少數對印度人有較正面描述的角色。另外一本探討遊戲開發內容的《遊戲設計視角》（Game Design Perspectives）一書中，將達爾西姆列為能當作勁敵角色的例子，有著雖不易上手；但普遍被大眾公認為難應付的角色。

### 列名項目
- 電子遊戲雜誌《Gamest》：1991年最佳遊戲角色第5名[16]
- 遊戲新聞網站遊戲日報（英语：GameDaily）：《快打旋風》系列最佳角色之一[17]

### 商業採用
達爾西姆有喜愛品嚐咖哩的角色設定資料，之後在2012年卡普空發行跨作品對戰遊戲《快打旋風 X 鐵拳》時，有與日式咖哩飯連鎖餐廳壹番屋進行商業合作，推出刻有Q版達爾西姆造型的咖哩飯湯匙；以及請插畫家繪製達爾西姆來到日本後愛上了壹番屋販賣的咖哩飯，便自薦待在店舖裡打工，靠著口中噴出的火焰來快速烹飪咖哩、以及能伸長的雙手來將咖哩即時送達到客人手上的詼諧漫畫。另外在2014年，卡普空有授權給株式會社，販售以「在達爾西姆家裡所吃到的咖哩」為噱頭的激辣咖哩速食調理包。

## 外部連結
- 卡普空的達爾西姆介紹頁面（页面存档备份，存于）